# T-Fest
Кирило Ігорович Незборецький, більш відомий під сценічним іменем T-Fest (нар. 8 травня 1997, м. Чернівці) — український музикант.

## Біографія
Кирило Незборецький народився 8 травня 1997 року в м. Чернівці у родині лікаря. Навчався в музичній школі за класом фортепіано і ударних, але закінчити так і не вдалось. У віці 11 років зацікавився хіп-хопом, а зокрема творчістю Schokk'а.
У 2012 році вони з Schokk записують спільний трек «Гори со мной».
У 2014 році T-Fest починає робити треки в новому звучанні, записує трек «Правда».
20 січня 2016 року Кирило в своїй групі ВКонтакті оголошує про перезавантаження своєї творчості і викладає трек з однойменною назвою «Перезагрузка».
Ще через місяць виходить перший кліп T-Fest «Мама разрешила». Після цього Кирило починає випускати сингл за синглом, кліп за кліпом, і ним починають цікавитися великі видання, різні музичні лейбли. Він записує свій фіт з відомим репером Скриптонітом.
2017 року, після випуску альбому «0372», уклав контракт із російським музичним лейблом Gazgolder, проте сам музикант називає його творчим об‘єднанням, оскільки ніхто не нав'язує йому робити те, чого він сам не хоче, йому просто допомагають з записом музики і організацією концертів.
У березні 2022 року, після початку російського вторгнення в Україну, покинув Gazgolder, після чого разом з Face та Пошлая Молли організовував благодійні концерти на підтримку України.
16 грудня 2022 випускає сингл «Дай мені звикнути» — перший реліз виконавця українською

## Родина
- Батько — Незборецький Ігор Володимирович, начальник управління охорони здоров'я Чернівецької міської ради, заслужений лікар України.
- Мати — Незборецька Олена Юріївна, підприємець
- Брат — Незборецький Максим Ігорович, музикант

## Дискографія

### Альбоми
| 0372 (2017) | 0372 (2017)                   | 0372 (2017) |
| #           | Назва                         | Тривалість  |
| ----------- | ----------------------------- | ----------- |
| 1.          | «Интро»                       |             |
| 2.          | «Мимо домов»                  |             |
| 3.          | «Время играть»                |             |
| 4.          | «Йоу-йоу, нету»               |             |
| 5.          | «Моя королева (feat. MacRae)» |             |
| 6.          | «Мама разрешила»              |             |
| 7.          | «Одно я знал / Выдох»         |             |
| 8.          | «Не забывай»                  |             |
| 9.          | «Числа»                       |             |
| 10.         | «Я не сдамся»                 |             |
| 11.         | «Новый день»                  |             |
| 12.         | «Фиолетовое небо»             |             |
| 13.         | «Прощай»                      |             |

| Молодость 97' (2017) | Молодость 97' (2017)                      | Молодость 97' (2017) |
| #                    | Назва                                     | Тривалість           |
| -------------------- | ----------------------------------------- | -------------------- |
| 1.                   | «Грязь»                                   |                      |
| 2.                   | «Soul Singer»                             |                      |
| 3.                   | «Цвети»                                   |                      |
| 4.                   | «Хайп»                                    |                      |
| 5.                   | «Перестань со мной играть (feat. MacRae)» |                      |
| 6.                   | «Красота»                                 |                      |
| 7.                   | «Вещества»                                |                      |
| 8.                   | «Мне лень (feat. Truwer)»                 |                      |
| 9.                   | «Молодость»                               |                      |
| 10.                  | «Растаял»                                 |                      |
| 11.                  | «Не для меня»                             |                      |
| 12.                  | «Молись за себя»                          |                      |
| 13.                  | «Луна»                                    |                      |
| 14.                  | «Outro»                                   |                      |

| Иностранец (2018) | Иностранец (2018)                     | Иностранец (2018) |
| #                 | Назва                                 | Тривалість        |
| ----------------- | ------------------------------------- | ----------------- |
| 1.                | «Intro»                               |                   |
| 2.                | «Всё в моем доме есть»                |                   |
| 3.                | «Иностранец»                          |                   |
| 4.                | «Им не нравится»                      |                   |
| 5.                | «Кобра (feat. 104)»                   |                   |
| 6.                | «Скандал (feat. Баста)»               |                   |
| 7.                | «Скит»                                |                   |
| 8.                | «Окно»                                |                   |
| 9.                | «Лояльность»                          |                   |
| 10.               | «Скит 2»                              |                   |
| 11.               | «1kkk (feat. AMD)»                    |                   |
| 12.               | «Бурьян»                              |                   |
| 13.               | «Скандал piano-version (feat. Баста)» |                   |

| Цвети либо погибни (2019) | Цвети либо погибни (2019) | Цвети либо погибни (2019) |
| #                         | Назва                     | Тривалість                |
| ------------------------- | ------------------------- | ------------------------- |
| 1.                        | «Без тебя»                |                           |
| 2.                        | «Белый кролик»            |                           |
| 3.                        | «Не вызывай шлюх»         |                           |
| 4.                        | «Почему ты вечно хейтишь» |                           |
| 5.                        | «La Vida Loca»            |                           |
| 6.                        | «Человек»                 |                           |
| 7.                        | «Лоли Лали»               |                           |
| 8.                        | «Интерлюдия»              |                           |
| 9.                        | «Сори»                    |                           |
| 10.                       | «Nixyevo»                 |                           |
| 11.                       | «Адмирал»                 |                           |
| 12.                       | «Бедолага»                |                           |
| 13.                       | «Увы»                     |                           |
| 14.                       | «Злой мишка»              |                           |
| 15.                       | «Снял тебя»               |                           |
| 16.                       | «Соник»                   |                           |
| 17.                       | «Рисуй реальность»        |                           |
| 18.                       | «В порядке»               |                           |
| 19.                       | «Жить красиво»            |                           |
| 20.                       | «Домосед»                 |                           |
| 21.                       | «Цвети либо погибни»      |                           |

| Выйди и зайди нормально (2020) | Выйди и зайди нормально (2020)         | Выйди и зайди нормально (2020) |
| #                              | Назва                                  | Тривалість                     |
| ------------------------------ | -------------------------------------- | ------------------------------ |
| 1.                             | «0372 (Skit)»                          |                                |
| 2.                             | «Щёлк-щёлк (feat. Barz & Makrae)»      |                                |
| 3.                             | «Amore mio (feat. Makrae, Barz & Амд)» |                                |
| 4.                             | «Прайс (feat. Makrae & Амд)»           |                                |
| 5.                             | «Manager (feat. Barz & Makrae)»        |                                |
| 6.                             | «Lemni (Skit)»                         |                                |
| 7.                             | «Твою мать (feat. Makrae, Barz & Амд)» |                                |
| 8.                             | «Пасти (feat. Barz, Makrae & Амд)»     |                                |

| Любовь/грустно (2020) | Любовь/грустно (2020) | Любовь/грустно (2020) |
| #                     | Назва                 | Тривалість            |
| --------------------- | --------------------- | --------------------- |
| 1.                    | «Любовь»              |                       |
| 2.                    | «Фабула»              |                       |
| 3.                    | «Грустно»             |                       |

### Сингли
- «Мама Разрешила» (2016)
- «Новый день» (2016)
- «Одно я знал / Выдох» (2017)
- «Не забывай» (2017)
- Ламбада (feat. Скриптонит) (2017)
- Приглашение на Gazgolder Live (feat. Скриптонит) (2017)
- Отрава (2017)
- Улети (2017)
- Улыбнись солнцу (2018)
- На волну (2018)
- Скандал (feat. Баста) (2018)
- Не помню (2018)
- Люди любят дураков (2019)
- Хитрая (2019)
- Человек (2019)
- Одну дверь (2019)
- Papi (2019)
- Любовь (Acoustic) (2020)
- Как дела (2021)
- Тишина (Freestyle) (2021)
- Cayendo (2021)
- Время догонит нас (Баста 41) (2021)
- Я тоже (2021)
- Не бесконечно (2021)
- Чисто для опыта (2021)
- Изменчивый мир (2021)
- Двойной со льдом (& Еріка Лундмоен) (2021)
- Помутнел алый закат (2022)
- Solitude (2022)
- Черновицкие понты (feat. Sимптом)(2022)
- Churchill Downs Freestyle (2022)
- Дай мені звикнути (2022)